# John Crane
John Crane (* um 1956) ist ein US-amerikanischer Regierungsbeamter, der wegen seines Einsatzes für den Whistleblower Thomas Drake aus dem Dienst entlassen wurde.
John Crane studierte an der Northwestern University und erhielt 1980 den Bachelor-Grad. Danach arbeitete er für den republikanischen Kongressabgeordneten William Louis Dickinson, der für die Einrichtung eines Generalinspekteurs im Verteidigungsministerium der Vereinigten Staaten eintrat. Als das  Department of Defense Inspector General (DoD IG) 1982 geschaffen wurde, wurde Crane deren Assistent und baute eine Hotline für Whistleblower auf.
Der NSA-Mitarbeiter Thomas Drake wandte sich um 2005 mit einer Beschwerde wegen Überwachung von US-Bürgern durch die NSA an das DoD IG und bat entsprechend dem  Inspector General Act von 1978 um Wahrung seiner Anonymität. Als sein Vorgesetzter die Anonymität von Drake verletzen und dessen Identität an das Justizministerium verraten wollte, sprach sich Crane dagegen aus. Daraufhin wurde er aus dem Dienst im Verteidigungsministerium entlassen. Seitdem bemüht er sich juristisch um seine Wiedereinstellung in den Staatsdienst.
Die Verletzung der Anonymität Drakes durch die staatlichen Behörden der USA scheint der eigentliche Grund zu sein, weswegen sich Edward Snowden an das Ausland wandte.
2015 wurde Crane der Joe A. Callaway Award for Civic Courage verliehen.
John Cranes Großvater mütterlicherseits war der deutsche General Günther Rüdel.